# Odrowąż (województwo opolskie)
Odrowąż (dodatkowa nazwa w j. niem. Oderwanz) – wieś w Polsce położona w województwie opolskim, w powiecie krapkowickim, w gminie Gogolin.

## Historia
Pierwszą wzmiankę o miejscowości wymieniono w dokumencie z 1292 roku jako osadę o nazwie „Odrvesz”. Było to niewielkie skupisko ludzi, gdyż liczyło kilka domów. Miała to być najstarsza siedziba sławnego rodu Odrowążów, z której wywodzą się św. Jacek oraz błogosławieni Czesław i Bronisława.
Pierwsze ślady bytności ludzi na tym terenie pochodzą jeszcze z epoki kamiennej. Znaleziskami, które pochodzą z tego okresu są m.in. kamienny toporek, liczne fragmenty naczyń pochodzących z pierwszego wieku naszej ery, a także z okresu średniowiecza.
W 1776 roku hrabia Karol Ludwig Larisch sprowadził osadników, zakładając na terenie swoich dóbr kolonię o nazwie Oderwanz, czyli Odrowąż. Najprawdopodobniej było ich 17, później miało ich być jeszcze kilka. Hrabia nadał każdemu z kolonistów taką samą ilość ziemi i usytuował ich wzdłuż jednej drogi.
W 1845 roku Odrowąż liczył 163 mieszkańców. Były tutaj 24 domy. Obszar dworski należał do majora von Wyschetzkiego. Wśród wiejskich rzemieślników wymieniono wtedy kowala i krawca. Mieszkańcy wioski byli właścicielami czterech, a później kolejnych pięciu barek na Odrze, posiadali 70 sztuk bydła.
W 1855 roku Odrowąż liczył 197 mieszkańców, a w 1861 roku liczba ta zmniejszyła się do 190. Dzieci uczęszczały do istniejącej od 1830 roku szkoły w Malni. W 1910 roku liczba ludności wynosiła 261 osób.
W trakcie I wojny światowej zginęło 11 osób. W 1929 roku postawiono im w centrum wsi pomnik (upamiętnia on także mieszkańców, którzy zginęli w czasie II wojny światowej).
W okresie międzywojennym w Odrowążu znajdowała się karczma, piekarnia, masarnia oraz sklep. W 1922 roku zaczęła się elektryfikacja wioski. W 1933 roku oddano do użytku szkołę. Na Odrze znajdowała się duża stocznia rzeczna należąca do rodziny Gabor. Większość ludzi posiadała własne barki. Wożono towar (węgiel, cement, zboże) do Wrocławia, Berlina, a nawet Hamburga. Fakt posiadania barki stwarzał możliwość uzyskania dodatkowego zarobku, gdyż gleby na tych terenach są słabe i wyżywić jedynie z ich uprawy było nie łatwe.
Podczas II wojny światowej zginęło 54 mieszkańców wioski. Wśród ofiar były m.in. 22 osoby zamordowane już po przejściu linii frontu. W 1945 roku wieś została włączona do Polski.
Do 1817 roku Odrowąż należał do powiatu opolskiego, potem do strzeleckiego, a od 1956 roku, aż do likwidacji powiatów, do krapkowickiego.
Pod względem kościelnym Odrowąż przez dwa stulecia należał do parafii Wniebowzięcia Najświętszej Maryi Panny w Otmęcie. Obecnie do parafii Podwyższenia Krzyża Świętego i św. Franciszka w Malni. Patronem Odrowąża jest św. Urban – patron rolników. Pod jego wezwaniem jest stojąca w centrum wioski murowana, dwukondygnacyjna kapliczka ze ściętymi u dołu narożami. Najprawdopodobniej postawiono ją w 1841 roku w miejsce starej funkcjonującej od 1776 roku. W jej wnętrzu można zauważyć niewielki ołtarz z krzyżem, figurą Matki Bożej oraz wiszący na ścianie obraz św. Urbana. W dzień św. Urbana 25 maja, odbywa się uroczysta procesja błagalna o urodzaje.
W pobliżu budynku przedszkola stoi mała kapliczka słupowa z prostokątnymi wnękami, w których mieszczą się obrazy świętych. Gdzie mają być pochowani żołnierze z okresu wojny trzydziestoletniej. Jest tam także prywatny, kamienny krzyż ku czci ofiar I wojny światowej.
W okresie hitlerowskiego reżimu w latach 1936–1945 miejscowość nosiła nazwę Oderhöh.

## Teraźniejszość

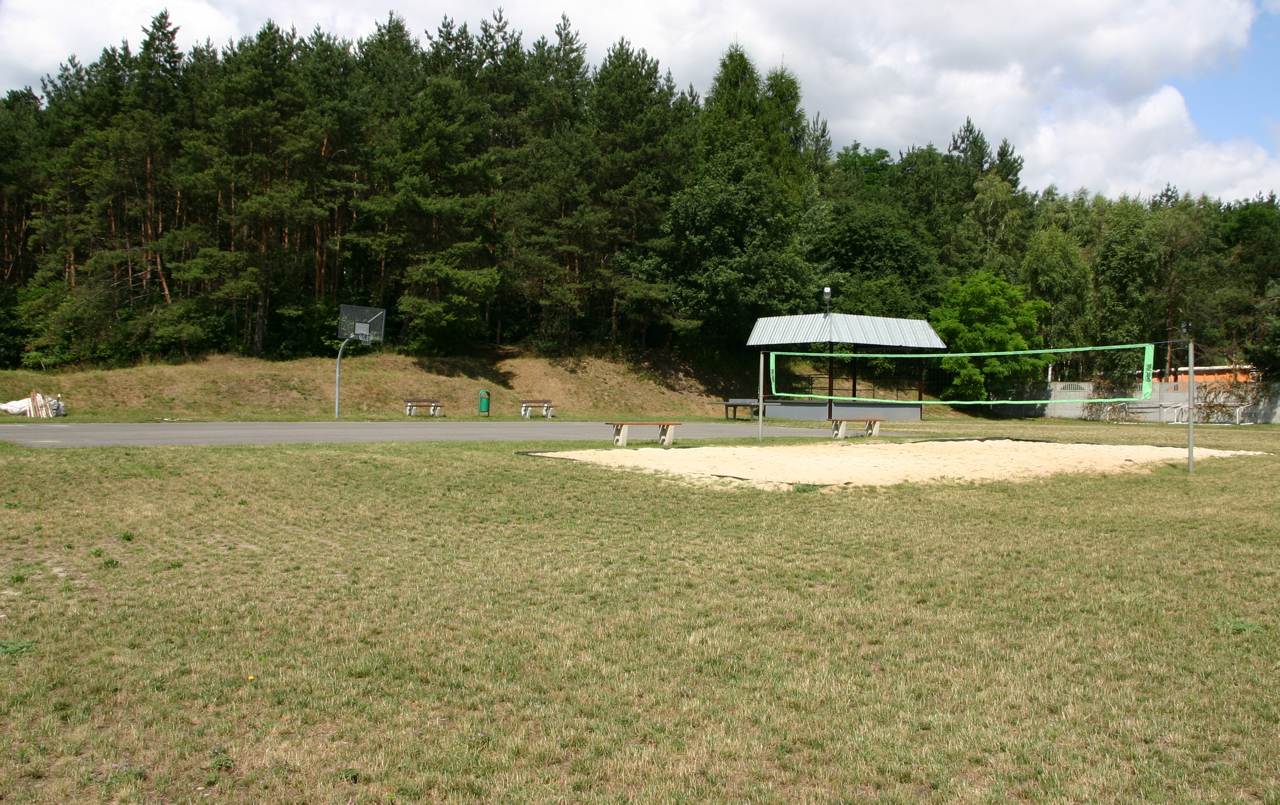

Na terenie wioski znajduje się plac zabaw, boisko do piłki siatkowej – plażowej, boisko do piłki nożnej oraz koszykówki, sklep spożywczy (zamknięty), Fabryka Urządzeń Technicznych „Gniotpol” (były Zremb), Gospodarstwo Agroturystyczne – Klinke Edyta. Remiza Ochotniczej Straży Pożarnej zbudowana w 1948 roku, w której budynku mieści się także świetlica młodzieżowa. Obok Remizy stoi kapliczka św. Floriana (patrona strażaków). Na Odrze w pobliżu wioski znajduje się śluza, która została zbudowana w 1893 roku. Na terenie wioski, obok autostrady znajduje się przydrożny krzyż, gdzie mają być pochowani żołnierze. Obok rzeki Odry w dolinie św. Anny – bo tak nazywają ją mieszkańcy wioski, stoi drzewo, na którym umieszczona jest figurka św. Anny, którą mieszkańcy obdarzyli szczególną opieką.

## Kościół parafialny
Kościół konsekrowany 15.10.1978 r. przez ks. bp Alfonsa Nossola.
Parafia erygowana 20.07.1981 r. pw. Podwyższenia Krzyża Świętego (z górnym kościołem drewnianym pw. Franciszek z Asyżu), wyłączone z par. Wniebowzięcia NMP w Krapkowicach – Otmęcie.
Kościół dolny wybudowany w latach 1976–1978, dzięki staraniom otmęckiego proboszcza ks. prałata Franciszka Duszy. Z kolei kościół górny stanowi drewniany kościółek poprotestancki pw. świętego Franciszka, wzniesiony w latach 1801-1804 w Kostowie koło Kluczborka. Kiedy jednak po 1965 roku został opuszczony przez gminę ewangelicką, zdecydowano go w 1977 roku rozebrać i przenieść stamtąd do Malni, by go ponownie zrekonstruować.
Plac kościelny zdobi ogród Matki Boskiej Fatimskiej, skwer upamiętniający budowniczych kościoła i Rok 2000, skwer Matki Bożej Bolesnej oraz murowana dzwonnica z trzema dzwonami (św. Ludwik, św. Anna i św. Michał). Tuż obok kościoła znajdują się dwie kapliczki. Pierwsza kaplica przedpogrzebowa – Wszystkich Świętych, a druga – poświęcona wywodzącemu się z Malni błogosławionemu o. Józefowi Cebuli (1902-1941). Ta wyjątkowa postać zginęła śmiercią męczeńską w obozie koncentracyjnym w Mauthausen i została wyniesiona na ołtarze przez papieża Jana Pawła II 13.06.1999 r. w Warszawie podczas beatyfikacji 108 męczenników z czasów II wojny światowej.
Proboszczowie parafii:
- ks. Kazimierz Świstek 1981 – 1989,
- ks. Jan Kołodenny 1989 – 1997,
- ks. Hubert Skomudek 1997 – 2005,
- ks. dr Marian Obruśnik 2005 – 2010
- ks. Hubert Sklorz – (od sierpnia) 2010.

## Galeria

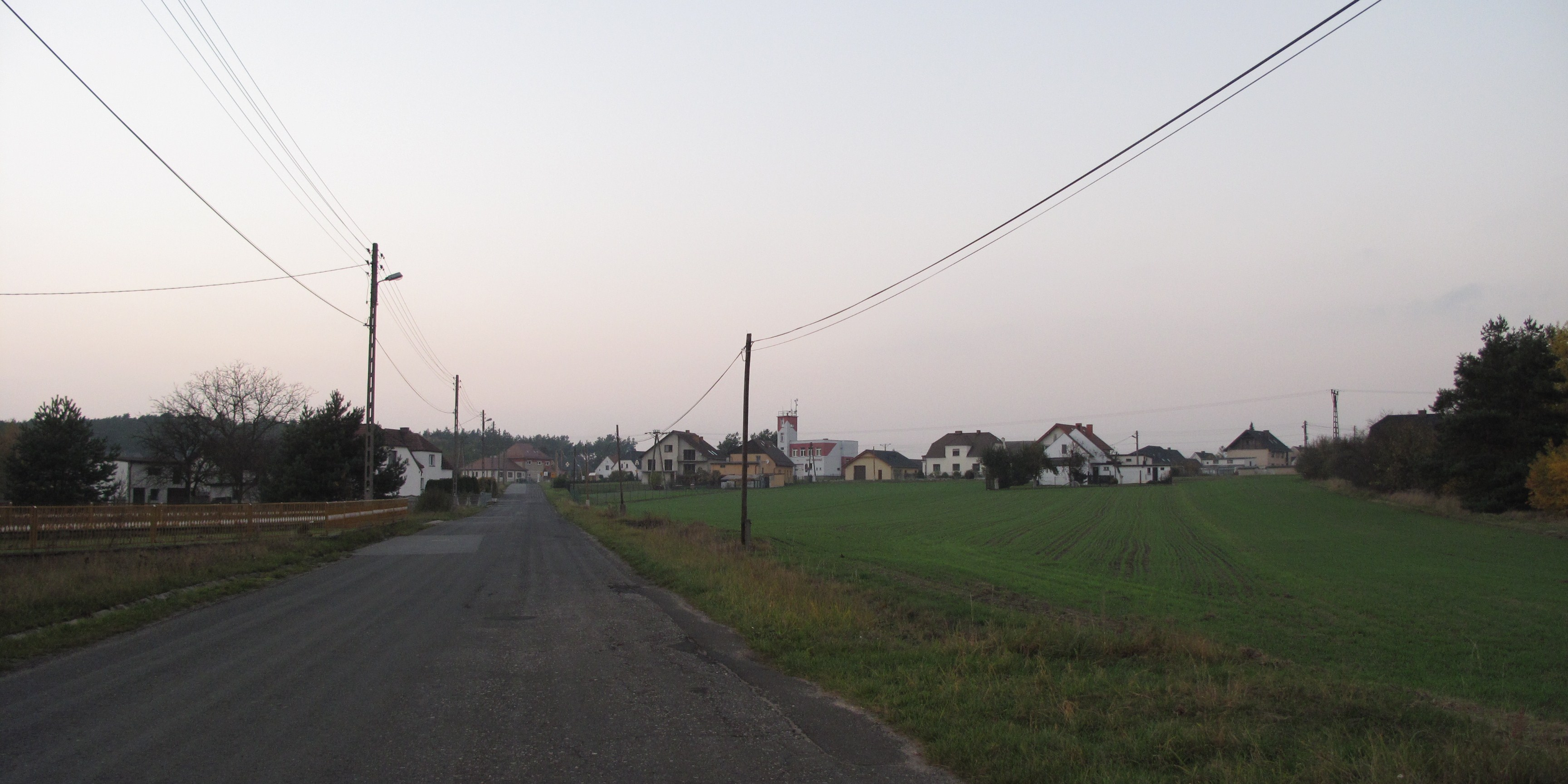
Odrowąż
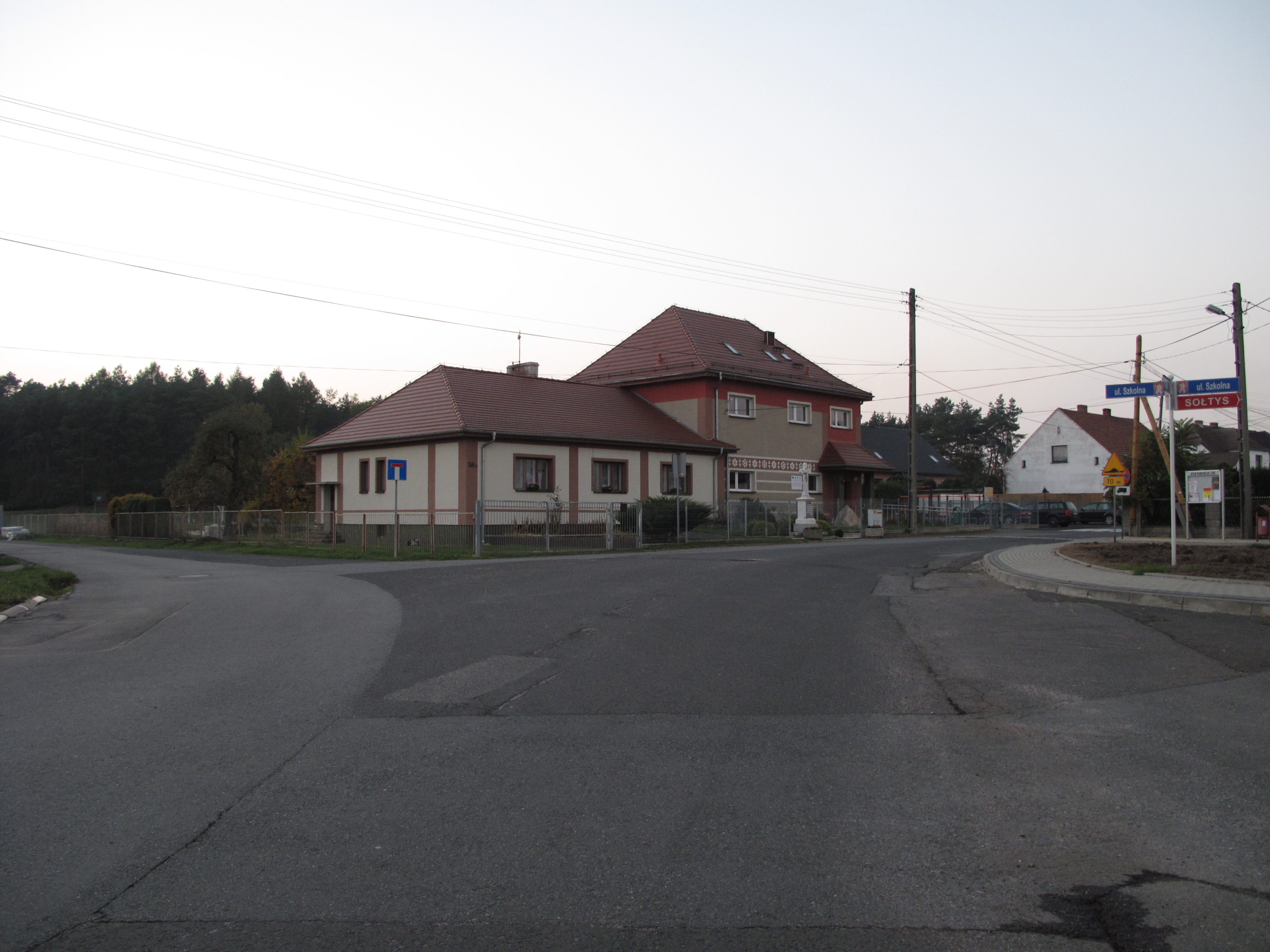
Ulica
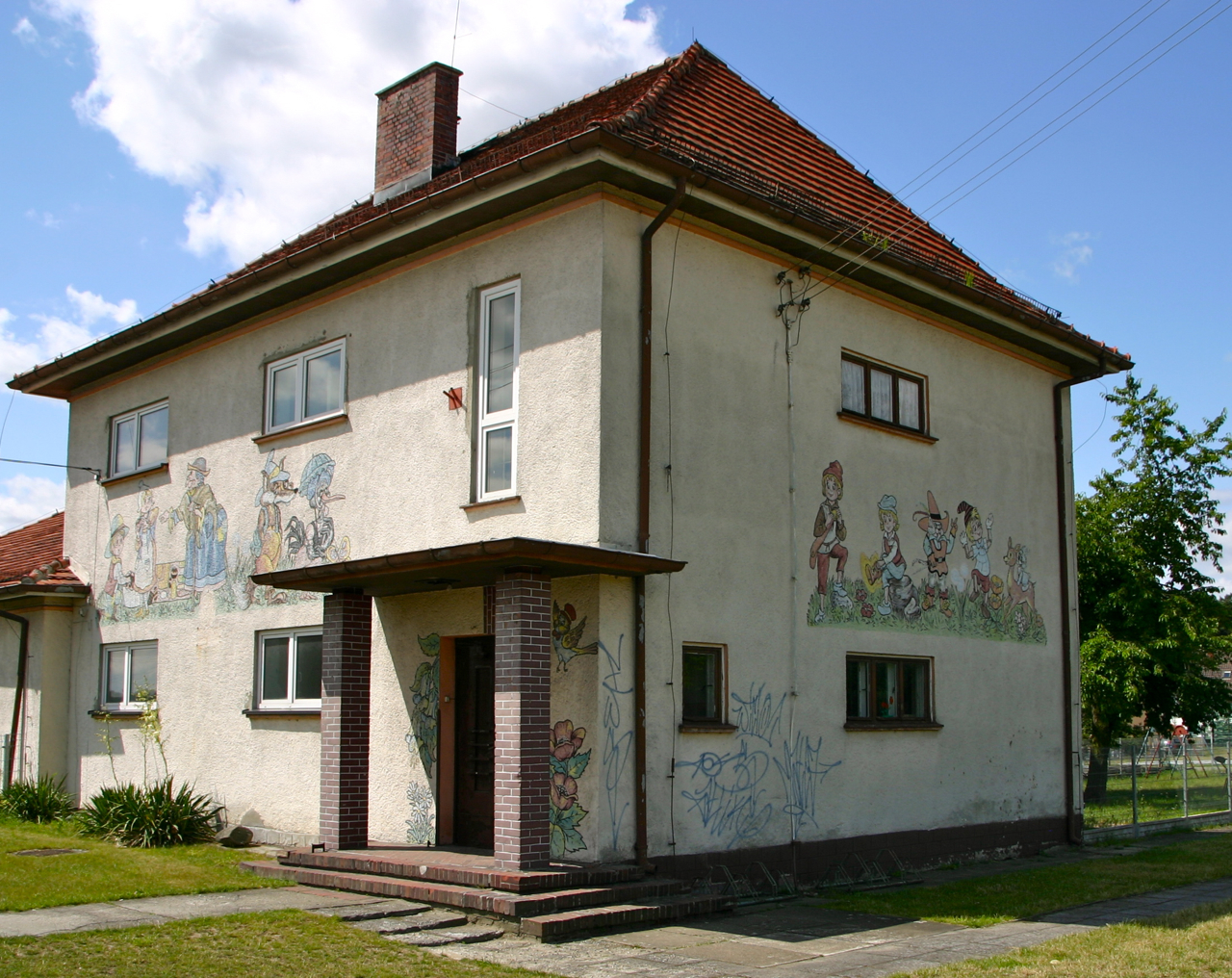
Centrum Aktywizacji Wiejskiej (Świetlica)